# Springende populierenbladgalmug
De springende populierenbladgalmug (Contarinia tremulae) is een muggensoort uit de familie van de galmuggen (Cecidomyiidae). De wetenschappelijke naam van de soort is voor het eerst geldig gepubliceerd in 1909 door Kieffer.